# Neuroethik
Die Neuroethik (englisch neuroethics) ist eine Disziplin im Grenzgebiet zwischen den Neurowissenschaften und der Philosophie.
In der Forschung herrscht noch Uneinigkeit über den Themenbereich der Neuroethik. Einige Wissenschaftler sehen die Neuroethik als den Teil der Bioethik an, der sich mit der moralischen Bewertung von neurowissenschaftlichen Technologien beschäftigt. So definierte William Safire (1929–2009) die Neuroethik als „den Bereich der Philosophie, der die Behandlung oder Verbesserung des menschlichen Gehirns moralisch diskutiert.“
Typische Fragen der so verstandenen Neuroethik sind: In welchem Maße darf man in das Gehirn eingreifen, um Krankheiten zu heilen oder kognitive Fähigkeiten wie Aufmerksamkeit oder Gedächtnis zu verbessern?
Die meisten Forscher verwenden den Begriff der Neuroethik jedoch in einem weiteren Sinne. Für sie steht das Verhältnis zwischen neurowissenschaftlichen Erkenntnissen und moralisch relevanten Konzepten wie etwa „Verantwortung“, „Freiheit“, „Rationalität“ oder „Personalität“ ebenfalls im Zentrum neuroethischer Überlegungen. So versteht der Neurowissenschaftler Michael Gazzaniga unter dem Begriff der Neuroethik „die sozialen Fragen nach Krankheit, Normalität, Sterblichkeit, Lebensstil und der Philosophie des Lebens, informiert durch unser Verständnis der grundlegenden Gehirnmechanismen“. Die grundlegende Idee des von Jorge Moll entwickelten EFEC ist, das Entstehen moralischer Empfindung aus der Kombination von strukturiertem Ereigniswissen, sozial wahrnehmenden und funktionellen Eigenschaften sowie zentralen Motivationszuständen zu erklären. Eine derart definierte Neuroethik fragt letztlich nach der Bedeutung der Hirnforschung für das menschliche Selbstverständnis.
Während der Begriff der Neuroethik in den Neurowissenschaften bereits weite Verwendung gefunden hat, stößt er in der Philosophie nicht nur auf Zustimmung. Viele Fragen der Neuroethik sind bereits seit langer Zeit Thema der allgemeinen Philosophie. Dies trifft etwa auf die Frage nach dem Verhältnis von naturwissenschaftlichen Erkenntnissen und menschlichem Selbstverständnis und auch auf die Debatte um technische Eingriffe in die „menschliche Natur“ zu. Daher wird gelegentlich die Notwendigkeit einer Disziplin „Neuroethik“ bestritten.

## Übersicht

Die Verwendung von Neuroleptika – hier Quetiapin – ist ein typisches Problem der angewandten Neuroethik

Unter dem Begriff der Neuroethik werden recht verschiedene Forschungsprogramme zusammengefasst. Von der Philosophin Adina L. Roskies vom Dartmouth College stammt die Unterscheidung zwischen einer Ethik der Neurowissenschaften und einer Neurowissenschaft der Ethik.

### Ethik der Neurowissenschaften
Bei der Ethik der Neurowissenschaften handelt es sich um eine philosophische Disziplin, die nach der moralphilosophischen Relevanz neurowissenschaftlicher Ergebnisse fragt. Man kann wiederum zwischen einer angewandten und einer allgemeinen Ethik der Neurowissenschaften unterscheiden:
Die angewandte Ethik der Neurowissenschaften hinterfragt konkrete Technologien und Forschungsprojekte. Ein Beispiel ist die Anwendung von bildgebenden Verfahren. Ist es etwa legitim, Lügen mittels Daten der funktionellen Magnetresonanztomografie (fMRT) ausfindig zu machen? Tatsächlich gibt es in den USA bereits kommerzielle Firmen, die fMRT-basierte Lügendetektion versprechen. Von angesehenen Neurowissenschaftlern werden derartige Projekte jedoch als unseriös eingestuft.
Andere wichtige Anwendungsgebiete finden sich in der Neurochemie. Es ist möglich, die Aktivität des Gehirns gezielt mittels pharmakologischer Substanzen zu verändern. Ein bekanntes Beispiel sind etwa Neuroleptika, die zur Behandlung von psychotischen und anderen psychischen Störungen eingesetzt werden. Ein anderes, in der Öffentlichkeit viel diskutiertes Beispiel ist die Verwendung von Methylphenidat, das von etwa ein bis zwei Prozent aller US-amerikanischen Schulkinder zur Beruhigung und Konzentrationssteigerung genommen wird. Das nicht unumstrittene Methylphenidat soll Kindern mit einer Aufmerksamkeitsdefizit-/Hyperaktivitätsstörung helfen. Die angewandte Neuroethik fragt, in welchem Ausmaß solche Eingriffe moralisch gerechtfertigt sind und wann wiederum sozialpädagogische, psychotherapeutische, Soteria-, Meditations-, Seelsorge- und ähnliche Konzepte als ethischer zu betrachten sind. Derartige Fragen gewinnen zunehmend an Brisanz, da neuropharmakologische Substanzen mittlerweile auch oft über den engeren medizinischen Rahmen hinaus verwendet werden.
Die allgemeine Ethik der Neurowissenschaften untersucht hingegen, welche Rolle neurowissenschaftliche Ergebnisse für das allgemeine Selbstverständnis von moralischen Subjekten spielen. Die Willensfreiheit ist nach mehrheitlich akzeptierter Auffassung eine Voraussetzung für die moralische Bewertung von Handlungen. Die Neurowissenschaften betrachten das Gehirn jedoch als ein System, das vollständig durch seine vorherigen Zustände und den Input determiniert ist. In der allgemeinen Neuroethik wird nun danach gefragt, wie diese Vorstellungen zusammen passen. Ähnliche Problemstellungen ergeben sich durch Begriffe wie „Person“, „Verantwortung“, „Schuld“ oder „Rationalität“. All diese Termini spielen eine zentrale Rolle in der moralischen bzw. ethischen Betrachtung von Menschen. Gleichzeitig haben sie jedoch keinen Platz in der Beschreibung neuronaler Dynamiken durch die Hirnforschung. Die allgemeine Neuroethik behandelt im Wesentlichen ein Thema, das in der Philosophie schon von David Hume und Immanuel Kant in aller Schärfe formuliert und diskutiert wurde: Menschen lassen sich als biologische, determinierte Systeme und als freie, selbstverantwortliche Wesen betrachten. Wie kann man diesem scheinbaren Widerspruch begegnen?
Ein Zugeständnis seitens einiger Neurobiologen ist die herausragende Rolle des Präfrontalen Cortex für die moralische Entscheidungsfindung.

### Neurowissenschaft der Ethik
Die Neurowissenschaft der Ethik beschäftigt sich mit der Untersuchung von Gehirnprozessen, die mit moralisch bedeutsamen Gedanken, Empfindungen oder Urteilen einhergehen (korrelieren). So kann etwa danach gefragt werden, was im Gehirn passiert, wenn Personen moralisch relevante Empfindungen haben oder wann ein kognitiver Zugriff auf diese Empfindungen nachzuweisen ist. Derartige Untersuchungen sind zunächst rein beschreibend (deskriptiv).
Demgegenüber ist die Ethik eine normative Disziplin, sie prüft, was sein sollte. Dies hat zu dem Einwand geführt, es sei missverständlich, die Ergebnisse empirischer Arbeiten unter dem Begriff der Neuroethik zu diskutieren. Als deskriptive Disziplin sei die Neurowissenschaft der Ethik eben selbst kein Teil der Ethik.
Dem wird entgegengehalten, dass die neurowissenschaftlichen Ergebnisse dennoch wichtig für ethische Debatten sind. Es wird konstatiert, dass es ein naturalistischer Fehlschluss wäre, von deskriptiven Aussagen allein auf normative Aussagen zu schließen. Das Wissen darüber, wie die Welt ist (deskriptiv), genüge nicht, um Hinweise darauf zu geben, wie die Welt sein soll (normativ). Allerdings wird den deskriptiven Prämissen eine entscheidende Rolle in jeder moralischen Argumentation zugesprochen. Daraus ergibt sich eine moralphilosophische Bedeutung von neurowissenschaftlichen Erkenntnissen. Demnach wird die ethische Bewertung einer Person ganz anders aussehen, wenn man etwa erfährt, dass sie eine Gehirnläsion hat, die Empathie unmöglich macht. Derartige Beispiele zeigen nach Ansicht vieler Forscher, dass neurowissenschaftliche Erkenntnisse bei der moralischen oder sogar juristischen Bewertung von Handlungen eine zentrale Rolle spielen können. Zudem sei die Neurowissenschaft befähigt, Erkenntnisse über den Zusammenhang zwischen Empfindungen, rationalem Denken und Handlungsmotivation zu liefern.

## Geschichte
Als eine eigenständige Disziplin existiert die Neuroethik noch nicht lange. Allerdings sind einige der neuroethischen Fragen durchaus älteren Ursprungs. Dies gilt vor allem für die Frage nach dem Verhältnis zwischen moralisch-psychologischer und biologischer Beschreibung des Menschen. Schon David Hume und Immanuel Kant haben den scheinbaren Widerspruch diskutiert, dass der Mensch zum einen ein freies, selbstverantwortliches Individuum ist und zum anderen ein biologisches System, das durch strikte Naturgesetze determiniert ist. Hume glaubte, dass dieser Widerspruch nur oberflächlich existiere und dass beide Beschreibungen letztlich vereinbar sind. Kant reagierte auf dieses Problem mit einer Zwei-Welten-Lehre: Er argumentierte, dass Menschen nur in der Welt der Erscheinungen determinierte Systeme sind, während die Rede von determinierenden Naturgesetzen in der Welt der Dinge an sich keinen Sinn ergebe. Da sich nach Kant über die Erscheinungen hinaus keine gesicherten Aussagen machen lassen, bleibt die Idee der Willensfreiheit ein Ideal, an dem man sich orientieren sollte.

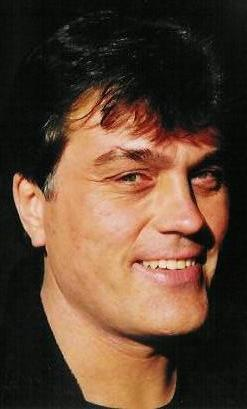
Thomas Metzinger gilt als einer der wichtigsten Vertreter der Neuroethik in Deutschland

Viele Fragen der angewandten Neuroethik sind hingegen neueren Ursprungs. Dies liegt darin begründet, dass die meisten Neurotechnologien erst in der zweiten Hälfte des 20. Jahrhunderts entwickelt worden sind. Allerdings wurden schon in den 1950er und 1960er Jahren Experimente durchgeführt, die offensichtlich einer neuroethischen Diskussion bedurft hätten. Der Bioethiker Arthur Caplan beschreibt etwa CIA-Experimente mit LSD, die das Ziel hatten, Bewusstseinszustände von Tieren und Menschen zu kontrollieren. Derartige Anwendungen von neuronal aktiven Substanzen sind ein klassisches Thema der Neuroethik.
Institutionell hat sich die Neuroethik allerdings erst in den letzten Jahren geformt. Von herausragender Bedeutung war hier eine 2002 in San Francisco veranstaltete Konferenz über Neuroethik. Auf dieser Konferenz wurde der Begriff der Neuroethik popularisiert, aus den Konferenzbeiträgen entstand das erste Buch mit dem Titel Neuroethics. Seitdem hat sich das Thema rasant entwickelt. Dabei wird die Neuroethik zurzeit vorwiegend von Neurowissenschaftlern und weniger von Philosophen diskutiert. Bekannte Neurowissenschaftler, die im Bereich der Neuroethik arbeiten, sind der Nobelpreisträger Eric Kandel, Martha Farah, Michael Gazzaniga, Howard Gardner und Judy Illes. Allerdings wird die Neuroethik auch von Philosophen wie Patricia Churchland und Thomas Metzinger diskutiert. Institutionell bedeutend ist etwa die Neuroethics Imaging Group an der Stanford University. 2006 wurde zudem die Society for Neuroethics gegründet.

## Allgemeine Neuroethik

### Die personale und die subpersonale Ebene
Zentral für die Einordnung der Neuroethik ist die Unterscheidung zwischen zwei Beschreibungsebenen. Zum einen kann man Menschen als psychologische Wesen mit Wünschen, Empfindungen und Überzeugungen, zum anderen als biologische Systeme erfassen. Daniel Dennett präzisiert diesen Unterschied, indem er von einer personalen und einer subpersonalen Betrachtung spricht. Es ist offensichtlich, dass das moralisch relevante Vokabular auf der personalen Ebene liegt. Es sind Personen, die frei handeln, verantwortlich oder schuldig sind. Demgegenüber finden neurowissenschaftliche Beschreibungen auf einer subpersonalen Ebene statt, auf der moralische Wertungen keine Bedeutung haben. Es wäre sinnlos, zu sagen, dass eine neuronale Aktivität verantwortlich oder schuldig ist.
Für die Neuroethik ist die Frage entscheidend, wie das Verhältnis zwischen personaler und subpersonaler Ebene zu denken ist. Bedeutet der Fortschritt auf der subpersonalen Ebene, dass personale (und damit moralische) Beschreibungen zunehmend als falsch verworfen werden müssen? Die meisten Philosophen verneinen diese Frage. Dies gilt unabhängig von den metaphysischen Positionen – Physikalisten, Dualisten und Vertreter anderer Position sind sich hier meist einig. Allein eliminative Materialisten behaupten, dass die personale Beschreibung des Menschen falsch ist und vollständig durch eine geeignete neurowissenschaftliche Beschreibung ersetzt werden sollte. Solche Philosophen postulieren in letzter Konsequenz, dass die uns bekannte Moral durch ein neurowissenschaftlich informiertes Verfahren ersetzt oder ganz abgeschafft werden sollte.
Bei den Kritikern des eliminativen Materialismus unterscheiden sich die konkreten Vorstellungen über die Beziehung zwischen beiden Ebenen deutlich. Dualisten sind der Meinung, dass sich die Begriffe der personalen Ebene auf einen immateriellen Geist beziehen, während sich die Begriffe der subpersonalen Ebene auf das materielle Gehirn beziehen. Demnach sind die beiden Ebenen nicht miteinander verbunden, da sich Aussagen jeweils auf verschiedene Bereiche der Wirklichkeit berufen. Zeitgenössische Philosophen sind häufig Monisten und lehnen die dualistische Idee von zwei gänzlich verschiedenen Wirklichkeitsbereichen ab. Dieser Monismus kann die Form eines Reduktionismus annehmen. Reduktionisten argumentieren, dass sich die personale Ebene letztlich durch die subpersonale Ebene erklären lässt. Andere Vertreter des Monismus behaupten hingegen, dass es sich bei den beiden Beschreibungsebenen um gleichwertige Perspektiven handelt, die sich nicht aufeinander zurückführen lassen. Sie verwenden oft die Analogie eines Kippbildes: Manche Bilder lassen sich aus verschiedenen Perspektiven betrachten und können so sehr unterschiedliche Merkmale besitzen. In gleicher Weise sollen sich Menschen aus einer personalen und einer subpersonalen Perspektive betrachten lassen, keine dieser Perspektiven sei die eigentlich grundlegende.

### Willensfreiheit
Der Eindruck eines generellen Konflikts zwischen der personal-moralischen und der subpersonal-neurowissenschaftlichen Ebene entsteht in der Debatte um die Willensfreiheit schnell. Die moralische Bewertung von Handlungen setzt eine gewisse Freiheit der handelnden Person voraus. Dies wird auch im Strafrecht unter dem Thema der Schuldunfähigkeit reflektiert. Nach § 20 StGB kann ein Mensch nicht bestraft werden, wenn er durch eine Bewusstseinsstörung zu seiner Tat getrieben wurde. Dahinter steht die Idee, dass die entsprechende Person sich nicht frei zu der Tat entschieden hat, weil ihr etwa die notwendige Fähigkeit zum rationalen Überlegen fehlte oder weil sie durch eine unkontrollierbare Wahnvorstellung getrieben wurde. Diese Gesetzgebung steht scheinbar oder wirklich im Konflikt mit den neueren neurowissenschaftlichen Erkenntnissen.
Die meisten Neurowissenschaftler betrachten alle menschlichen Handlungen als Produkte neuronaler Prozesse, die durch die vorhergehenden biologischen Zustände und den Input determiniert sind. Alle Handlungen sind demnach im Rahmen physischer naturwissenschaftlich erklärbarer Prozesse festgelegt und können nicht anders geschehen. Die Welt ist durch strenge Naturgesetze geordnet, ein Zustand der Welt wird durch ihren vorherigen Zustand bestimmt. Außerdem weisen Neurowissenschaftler darauf hin, dass sie gegenwärtig zumindest grob jeder Handlung eine biologische Tatsache mit bildgebenden Verfahren zuordnen können: Wenn eine Person etwa einen Schlag ausführt, so kann man bestimmte Aktivitäten im Gehirn beobachten. Aus dem Gehirn werden Signale in die Muskeln gesendet, die schließlich den Schlag realisieren. Der „freie Wille“ hat, so die meisten Neurowissenschaftler, in dieser Abfolge von biologischen Ursachen keine Bedeutung, die Handlung ist vielmehr nur durch naturwissenschaftlich erklärbare Abläufe zu beschreiben. Einige Neurowissenschaftler postulieren dennoch, dass Gesetze und deren Durchsetzung für die menschliche Gesellschaft erforderlich sind.
Ein grundsätzlicher Einwand gegen die These, der freie Wille sei ein geisteswissenschaftliches Konstrukt ohne Bezug zur Realität, ist die Frage nach der Verantwortung für individuelle Handlungen, wenn doch alle Aktionen durch physische Prozesse erklärbar sind. Vielfach ist aus anderen Wissenschaftsbereichen zu hören, dass die Postulate der Neurowissenschaftler selbst auf metaphysischen und damit nicht beweisbaren Annahmen beruhen und dem wissenschaftlichen Determinismus zugeordnet werden können. Eine moralische Beurteilung von Taten setzt eine mehr oder weniger begrenzte Willensfreiheit voraus oder zumindest die Lösung des Widerspruchs zwischen der personal-moralischen und der subpersonal-neurowissenschaftlichen Beschreibung. Der Interpretation von Ergebnissen der Neurowissenschaften als Beweis gegen die Existenz einer individuellen Verantwortung steht die These von unterschiedlich bestimmten personal-moralischen Gegebenheiten gegenüber.
In Deutschland haben insbesondere die Neurowissenschaftler Wolf Singer und Gerhard Roth argumentiert, dass ihre Forschungsergebnisse über das Gehirn als alleiniger Faktor menschlichen Handelns zu einer Aufgabe der Idee der Willensfreiheit führen müssen. Eine solche Position hat enorme Auswirkungen auf die Vorstellungen von Ethik. Wäre die Freiheitsidee abzulehnen, so könnten Personen ihren Willen nicht selbst bestimmen. Man könnte sie daher nicht mehr für ihre Handlungen verantwortlich machen, moralische Urteile und Emotionen hätten keinen Sinn mehr. Auch die juristisch bedeutsame Unterscheidung zwischen freien und unfreien Taten würde entfallen. Letztlich müsste man alle Täter als Schuldunfähige behandeln. Im Gegensatz dazu steht die Aussage z. B. Singers, im Interesse der Allgemeinheit könnten Straftäter eingesperrt und therapiert werden, eine Schuld sei jedoch nicht feststellbar, die Idee der Strafe folglich zwar notwendig, aber inkohärent.

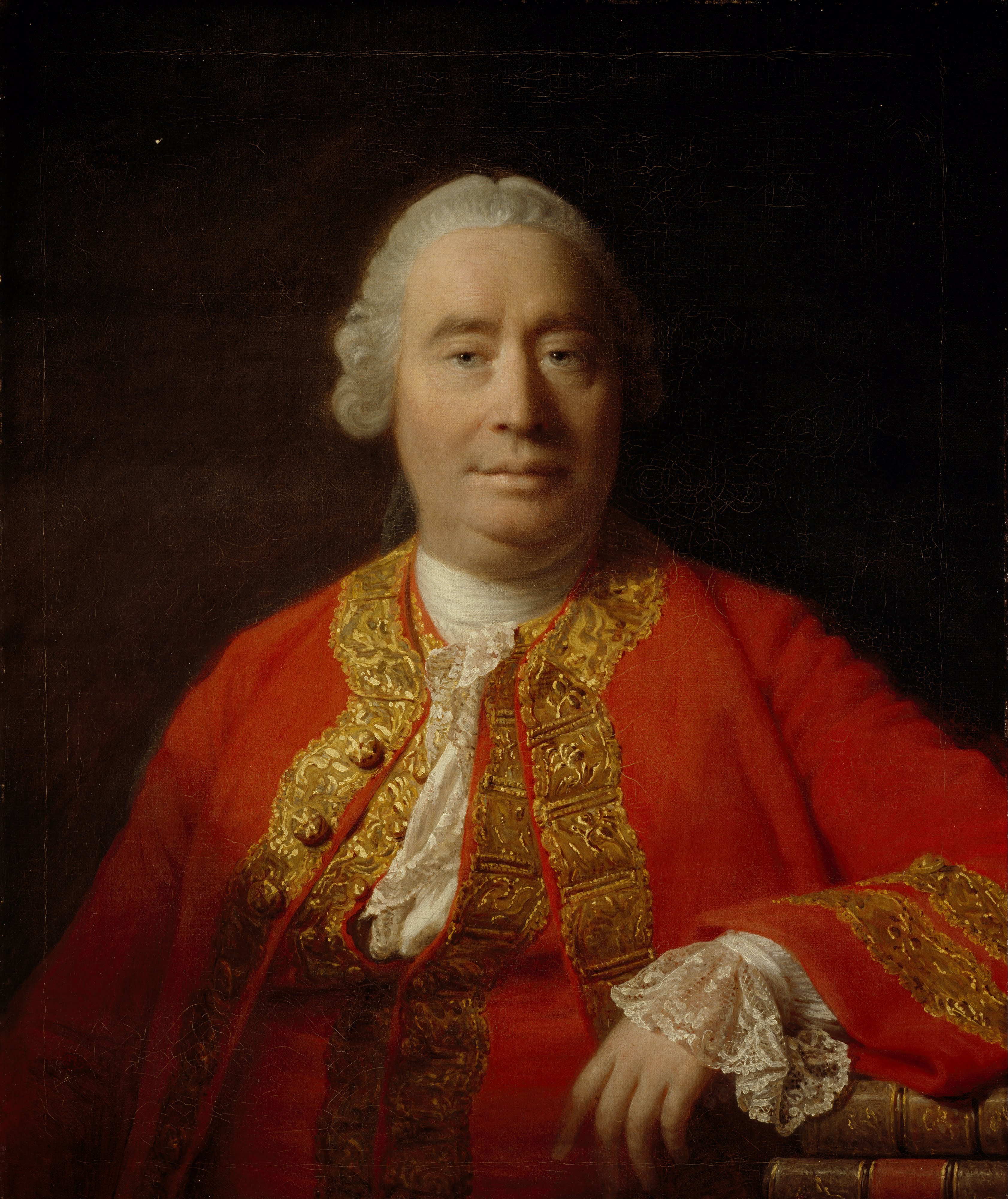
Schon David Hume entwickelte eine Variante des Kompatibilismus.

Es existieren verschiedene Strategien, mit diesem Problem umzugehen. Die meisten Philosophen vertreten eine Position, die sie in ihrer Fachsprache als „Kompatibilismus“ bezeichnen. Kompatibilisten argumentieren, dass der Widerspruch zwischen Willensfreiheit und Determinismus nur oberflächlich existiert und bei einer genaueren Betrachtung verschwindet. Der zentrale Fehler ist demnach die Identifizierung von Freiheit mit dem Fehlen jeglicher Festlegungen. Eine solche Konzeption sei selbstwidersprüchlich: Wäre der eigene Wille durch nichts festgelegt, so wäre der Wille nicht frei, sondern einfach zufällig. „Frei sein“ könne daher nicht „durch nichts festgelegt sein“ bedeuten. Vielmehr komme es darauf an, wodurch der Wille begrenzt wird. Eine Richtung der Kompatibilisten vertritt die Auffassung, dass der Mensch genau dann frei ist, wenn der eigene Wille durch die eigenen Gedanken und Überzeugungen festgelegt ist. Unfrei ist hingegen derjenige, dessen Willensbildung unabhängig von seinen Überzeugungen ist. Man kann sich diese Idee durch ein einfaches Beispiel verdeutlichen: Ein Raucher ist genau dann unfrei, wenn er überzeugt davon ist, dass er mit dem Rauchen aufhören sollte und dennoch immer wieder zu den Zigaretten greift; siehe auch Abhängigkeit. Eine solche Situation kann das beklemmende Gefühl der Unfreiheit hervorrufen, und es ist klar, dass die Freiheit des Rauchers nicht in der völligen Grenzenlosigkeit seiner Handlungen liegen würde. Vielmehr wäre der Raucher genau dann frei, wenn seine Überzeugungen seinen Willen unter Kontrolle hätten und er sich nicht mehr neue Zigaretten anstecken würde. Eine solche Konzeption löst den Konflikt zwischen Freiheit und Determinismus auf. Im Rahmen des Kompatibilismus gibt es daher auch keinen Widerspruch zwischen der moralischen und der neurowissenschaftlichen Beschreibungsebene. Die meisten Gegenwartsphilosophen sind Kompatibilisten, bekannte Vertreter sind Harry Frankfurt, Daniel Dennett und Peter Bieri.
In gewisser Weise kann auch David Hume als Vater des Kompatibilismus gelten. Er vertrat die Auffassung, dass Willensfreiheit und Begrenzung des Menschen durch Charaktereigenschaften, Überzeugungen und Wünsche – aufgrund von Sinneseindrücken – miteinander zu vereinbaren sind. Freie Handlungen beruhen demnach auf der Fähigkeit, unterschiedliche Entscheidungen zu treffen, je nach psychologischer Disposition.
Nicht alle Philosophen sind mit der kompatibilistischen Antwort auf das Problem der Willensfreiheit einverstanden. Sie bestehen darauf, dass die Idee der Freiheit nur dann zu verstehen ist, wenn der Wille und die Handlung nicht durch physische Prozesse festgelegt sind. Vertreter einer solchen Position werden in der philosophischen Fachsprache „Inkompatibilisten“ genannt.
Unter den Inkompatibilisten kann man wiederum zwischen zwei Lagern unterscheiden. Zum einen gibt es Philosophen und Naturwissenschaftler, die die Idee der Willensfreiheit aufgeben (s. o.). Andere Theoretiker halten an der Idee der Willensfreiheit fest, geben jedoch das Konzept des Determinismus auf. Wichtige Vertreter dieser Position sind Peter van Inwagen, Karl Popper und John Carew Eccles. Popper und Eccles argumentieren, dass ein Gehirnzustand nicht durch den vorherigen Gehirnzustand und den Input festgelegt sei. Als Begründung geben sie an, dass auf der subatomaren Ebene das Geschehen nicht determiniert sei. Nach Popper und Eccles hat ein immaterieller Geist auf dieser subatomaren, nur quantenmechanisch beschreibbaren Ebene Einfluss auf das physische Geschehen. In diesem Einwirken des Geistes zeige sich der freie, unbegrenzte Wille.

## Angewandte Neuroethik

### Neuro-Enhancement

Visualisierung der verschiedenen Enhancementtechnologien. Grafik der US-amerikanischen National Science Foundation

Unter dem Stichwort „neuro-enhancement“ (enhancement = engl. für „Steigerung“ und „Verbesserung“) wird eine erbitterte Debatte darüber geführt, ob es legitim ist, kognitive und emotionale Fähigkeiten mit Hilfe von Medikamenten oder Neurotechnologien zu verbessern. Befürworter der Enhancementtechnologien weisen darauf hin, dass im medizinischen Kontext derartige Verfahren bereits etabliert und zudem notwendig seien. Die Anwendung von Neuroleptika stellt etwa einen direkten Eingriff in die neuronale Aktivität der Patienten dar. Dennoch sei bei Psychosen ein derartiger Eingriff vorteilhaft, da er den Patienten neue Handlungsmöglichkeiten eröffne. Vertreter von „Enhancementtechnologien“ argumentieren nun, dass durch den Fortschritt der Neurotechnologien Verbesserungen zunehmend auch bei gesunden Menschen möglich werden. Warum sollte man Menschen nicht etwa die Möglichkeit einer höheren Konzentration geben, wenn entsprechende neurotechnologische Eingriffe keine Nebenwirkungen haben?
An dieser Stelle wenden Kritiker ein, dass man zwischen therapeutischen und nichttherapeutischen Eingriffen unterscheiden müsse. Zwar sei es gerechtfertigt, Menschen mit Krankheiten oder Behinderungen durch Neurotechnologien zu helfen. Allerdings gebe es keinen Grund, Menschen durch Technologien zu „perfektionieren“. Hierauf gibt es gleich zwei Entgegnungen der Technologieoptimisten: Zum einen argumentieren sie, dass die Unterscheidung zwischen Therapie und Enhancement unscharf sei. Zum anderen wird erklärt, dass die Ablehnung technologischer Verbesserungen kognitiver Fähigkeiten letztlich inkohärent sei. So habe auch jede Erziehung oder jedes mentale Training das Ziel, kognitive oder emotionale Fähigkeiten zu steigern, und sei letztlich durch die Veränderungen, die Lernen zweifelsfrei im Gehirn hervorruft, ebenfalls ein Eingriff in die neuronalen Funktionswege des Körpers. Wenn man jedoch solche Praktiken befürworte, könne man nicht generell gegen neurotechnologische Verbesserungen votieren.
Aktuelle Meta-Studien wie eine vom Deutschen Bundestag in Auftrag gegebene Studie zeigen, dass sich bei den heute erhältlichen Enhancement-Präparaten kaum Hinweise auf spezifische leistungssteigernde Wirkungen feststellen lassen.
Weiter weisen Gegner der Human-Enhancement-Bewegung darauf hin, dass es – genauso wie beim Begriff der Gesundheit – unmöglich ist, unabhängig von kulturellen Vorstellungen zu definieren, welche Eingriffe in die menschliche Natur zu einer Verbesserung führen und welche nicht. Besonders an Schönheitsoperationen ist dieses Phänomen leicht zu erkennen. Befürworter von Enhancementtechnologien sehen aber genau hier einen Ansatzpunkt, indem sie dieses Argument umkehren und auf die Ablehnung von Körpermodifikationen anwenden. Ihm entsprechend ist sie genauso zu hinterfragen, weil es offensichtlich unmöglich ist festzulegen, wie ein Mensch idealerweise sein soll. Einige Vertreter von Enhancementtechnologien widersprechen dieser Aussage aber und erklären, dass man angebliche Verbesserungen („fake enhancement“) von echten Verbesserungen (z. B. Eingriffe ins Gehirn bei Parkinsonkranken) unterscheiden könne.
Gegner von Enhancementtechnologien befürchten weiter, dass Optimierungen am Menschen gesellschaftlichen Zwängen entsprechend nur zu einer erhöhten Uniformität und Anpassung an gesellschaftliche oder ökonomische Normen führen. Nicht nur Schönheitsoperationen gelten hierfür als Beispiel, auch arbeitsunterstützende Drogen gehören in diesen Bereich. Neue Studien belegen beispielsweise, dass an einigen US-amerikanischen Universitäten 25 % der Studenten mit neuronal aktiven Substanzen ihre Schlafdauer senken und die Arbeitskraft erhöhen. Besonders nicht rückgängig machbare Enhancements würden hier ein großes Risiko für die Freiheit und Unabhängigkeit der Menschen von wirtschaftlichen und politischen Machthabern darstellen. In diesem Zusammenhang bleibt aber auch zu bedenken, dass für eine Teilnahme am Herrschaftssystem einer Gesellschaft bestimmte geistige Eigenschaften wie eine hohe Intelligenz nötig sind, über die von Natur aus nicht jeder Mensch verfügt, und dass biologische Unterschiede soziale Ungleichheit und Armut in starkem Maße mit verursachen. Hier könnte ein Recht auf staatlich geförderte Enhancements Abhilfe schaffen. Ähnlich wie für Bildung gilt auch für verbessernde Technologien, dass sie wohl nur für einen Teil der Gesellschaft selbst finanzierbar wären und sie, wenn auf staatliche Umverteilung verzichtet werden würde, bestehende soziale Ungerechtigkeit noch verschärfen würden.
Mit Hinblick auf die Kritik an Enhancements stellt sich schließlich auch die Frage, ob es sinnvoll ist, Kritik an einer Technologie zu üben, die es erlaubt, gesellschaftliche Normen zu erfüllen. Sollten die Normen, deren Erfüllung angestrebt wird, fehlerhaft sein, müssten sie direkt kritisiert werden. Sind die Normen dagegen angemessen, ist die Kritik an der Anpassung an gesellschaftliche Normen offensichtlich nicht haltbar. Es ist auch vollkommen unklar, ob sich durch Enhancementtechnologien nicht eher eine Pluralisierung der körperlichen und neurobiologischen Eigenschaften der Bevölkerung vollziehen könnte.
Zudem sind Enhancementtechnologien ein medizinisches Risiko und wie jedes komplexe System fehlerbehaftet. Ihre körperlichen Langzeitfolgen werden nicht immer abzuschätzen sein.
Schließlich wird von Kritikern noch ein weiteres Problem des Cognitive Enhancement angesprochen. Mit einer zunehmenden Einführung biologischer Eingriffe, die die Psyche verändern, werde die personale Beschreibungsebene durch die subpersonale Ebene verdrängt. Dies bedeute allerdings den schleichenden Niedergang all der Aspekte der personalen Ebene, die bisher als wichtig galten, etwa die Ideen von Selbstbestimmung und Verantwortung. Enhancementbefürworter dagegen halten es für eine Voraussetzung für Selbstbestimmung und Verantwortung, dass ein Mensch Kontrolle über seine Neurobiologie ausübt. Dazu sind die ihnen vorschwebenden Technologien allerdings unbedingt nötig. Der neuroethische Streit um Eingriffe ins Gehirn ist folglich noch vollkommen ungelöst. Einig sind sich die Teilnehmer an der Debatte allerdings darin, dass das Thema in den nächsten Jahren und Jahrzehnten enorm an Aktualität und Brisanz gewinnen wird.
Starke Befürworter der Enhancementtechnologien sind oft auch Anhänger des Transhumanismus.

### Bildgebende Verfahren
Bildgebende Verfahren ermöglichen die Visualisierung von neuronalen Prozessen im menschlichen Gehirn und stellen zentrale Methoden der neurowissenschaftlichen Forschung dar. Die Entwicklung derartiger Verfahren begann in den 1920er Jahren mit der Elektroenzephalografie (EEG). Elektrische Aktivitäten des Gehirns führen zu Spannungsschwankungen an der Kopfoberfläche, die durch entsprechende Geräte aufgezeichnet werden können. Die heutige kognitive Neurowissenschaft stützt sich in besonderem Maße auf das Verfahren der funktionellen Magnetresonanztomografie (fMRT). Gleichzeitig werfen diese Verfahren eine Reihe von ethischen Problemen auf. Mit Hilfe der fMRT können Aktivitäten im Gehirn mit recht hoher räumlicher und zeitlicher Auflösung gemessen werden. Zu ethischen Problemen führt diese Technik insbesondere, wenn zumindest grob neuronale Korrelate von Bewusstseinszuständen gefunden werden. Wie geht man damit um, wenn man durch neurowissenschaftliche Methoden und nicht durch persönliche Berichte weiß, dass eine Person etwas Bestimmtes denkt oder fühlt?
Ein klassisches Beispiel ist der neurotechnologische Lügendetektor. Zwar befinden sich entsprechende fMRT-Technologien noch in der Entwicklung, allerdings gibt es schon seit längerem kommerzielle EEG-basierte Lügendetektoren. Die Brain Fingerprinting Laboratories vermarkten solche Technologien und geben an, dass sie vom FBI, der US-amerikanischen Polizei und anderen Organisationen genutzt werden.
Viele Neuroethiker sehen sich bei derartigen Technologien vor ein Dilemma gestellt: Zum einen könnten entsprechende Lügendetektoren vor Gericht etwa Unschuldige vor der Inhaftierung bewahren. Zum anderen wird häufig vorgebracht, dass derartige Technologien die Selbstbestimmung der Personen verletzten und zudem für Missbrauch anfällig seien.

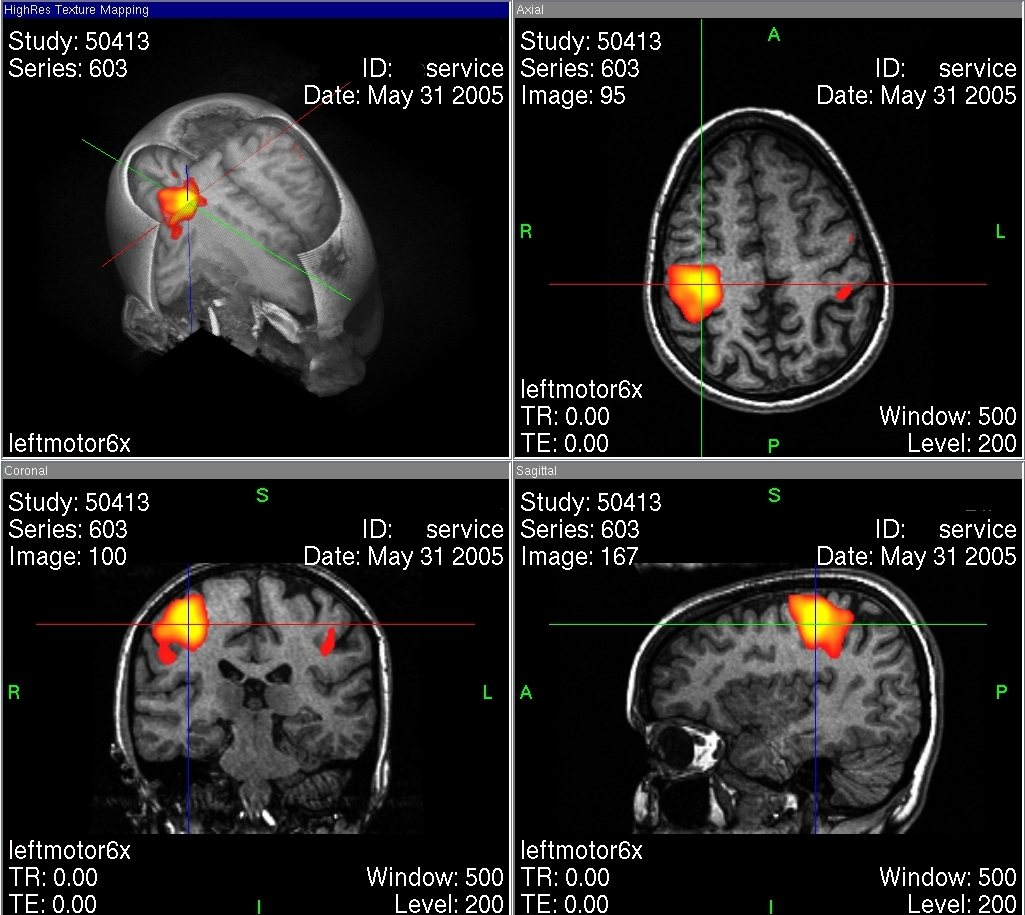
Die Entwicklung von bildgebenden Verfahren – hier ein fMRT-Scan – wirft zahlreiche neuroethische Probleme auf.

Hinzu kommt, dass entsprechende Technologien nicht vollständig verlässlich sind. Judy Illes und Kollegen der Neuroethics Imaging Group von der Stanford University weisen auf die Suggestivkraft von fMRT-Bildern hin, die oft die konkreten Probleme der Datenanalyse verdecke.
Die bekannten fMRT-Bilder (siehe etwa Abbildung) sind immer schon sehr weit von Interpretationen mitbestimmt. Bei einer kognitiven Leistung ist das Gehirn stets sehr weiträumig aktiv, die fMRT-Bilder zeigen aber nur die Auswahl der vermeintlich relevanten Aktivitäten. Eine solche Auswahl findet über die Subtraktionsmethode statt: Interessiert man sich etwa für eine kognitive Leistung K, so misst man zum einen die Gehirnaktivität in einer Situation S1, in der K gefordert ist. Zudem misst man die Gehirnaktivität in einer Kontrollsituation S2, die sich von S1 möglichst nur darin unterscheidet, dass in S2 nicht K gefordert ist. Schließlich subtrahiert man die Aktivitäten in S2 von den Aktivitäten in S1, um zu sehen, welche Aktivitäten für K spezifisch sind. Illes betont, dass derartige interpretative Aspekte immer mit berücksichtigt werden müssen, was etwa vor Gericht leicht übersehen werden kann, da es sich bei den Juristen um neurowissenschaftliche Laien handelt.
Turhan Canli erklärt: „Das Bild eines Aktivierungsmusters, das auf einer schlecht gemachten Studie basiert, ist visuell nicht von dem Bild einer exemplarischen Studie zu unterscheiden. Man braucht einen geschickten Fachmann, um den Unterschied zu bemerken. Es besteht daher die große Gefahr des Missbrauchs der Daten bildgebender Verfahren vor einem ungeschulten Publikum, wie der Jury in einem Strafprozess. Wenn man auf die Bilder schaut, kann man leicht vergessen, dass sie statistische Folgerungen und keine absoluten Wahrheiten repräsentieren.“
Ein weiteres Problem ergibt sich aus der Erweiterung der Anwendung bildgebender Verfahren. In dem Maße, in dem aus Hirnscans Persönlichkeitsmerkmale oder Präferenzen entnommen werden, werden bildgebende Verfahren für breite kommerzielle Anwendungen attraktiv. Canli diskutiert das Beispiel des Arbeitsmarktes und erklärt: „Es gibt bereits Literatur zu Persönlichkeitszügen, wie etwa Extraversion und Neurotizismus, Beharrlichkeit, moralischer Verarbeitung und Kooperation. Es ist daher nur eine Frage der Zeit, bis Arbeitgeber versuchen, diese Ergebnisse für Fragen der Einstellung zu nutzen.“ Auch die Werbeindustrie wird versuchen, die Ergebnisse der Forschung mit bildgebenden Verfahren zu nutzen, denn schließlich werden durch diese Methoden auch unbewusste Informationsverarbeitungen registriert. Mittlerweile haben US-amerikanische Verbraucherorganisationen dieses Thema entdeckt und wenden sich gegen die kommerzielle Ausdehnung der bildgebenden Verfahren.

## Neurowissenschaft der Ethik

### Überblick
Ein im engeren Sinne empirisches Projekt ist die Suche nach neuronalen Korrelaten von moralisch relevanten Gedanken oder Empfindungen. Typische Forschungsfragen können lauten: Zu welchen spezifischen Aktivitäten führt das Nachdenken über moralische Dilemmata? Wie ist die funktionelle Verknüpfung von neuronalen Korrelaten moralischer Empfindungen und moralischer Gedanken? Welchen Einfluss haben welche Beschädigungen des Gehirns auf das moralische Entscheidungsvermögen?
Derartige Fragen haben zunächst einen rein empirischen Charakter und keine normativen Konsequenzen. Der unmittelbare Schluss von deskriptiven Dokumentationen neuronaler Aktivitäten auf normative Handlungsanweisungen wäre ein naturalistischer Fehlschluss, was auch von den meisten Forschern akzeptiert wird. Dennoch wird oft die Position vertreten, dass die entsprechenden wissenschaftlichen Erkenntnisse von einem großen Nutzen für ethische Debatten sein könnten. Zum einen würden neurowissenschaftliche Forschungsergebnisse zu einem neuen Verständnis darüber führen, wie Menschen de facto moralische Probleme entscheiden. Zum anderen können neurowissenschaftliche Erkenntnisse in konkreten Situationen die moralische Bewertung verändern. Eine Person, die durch Gehirnschädigung nicht mehr zu Empathie fähig ist, wird man moralisch anders beurteilen als einen gesunden Menschen. In Folgendem wird ein klassisches Fallbeispiel für eine derartige Schädigung darstellt.

### Ein Fallbeispiel: Phineas Gage
Das tragische Schicksal von Phineas Gage gehört zu den bekanntesten Fällen der Neuropsychologie. Gage erlitt als Eisenbahnarbeiter bei einem Unfall eine schwere Schädigung des Gehirns. Der Neurowissenschaftler António Damásio beschreibt die Situation wie folgt: „Die Eisenstange tritt durch Gages linke Wange ein, durchbohrt die Schädelbasis, durchquert den vorderen Teil des Gehirns und tritt mit hoher Geschwindigkeit aus dem Schädeldach aus. In einer Entfernung von mehr als dreißig Metern fällt die Stange herunter.“
Erstaunlicher als dieser Unfall sind jedoch die Konsequenzen. Trotz der grausamen Verletzungen und der Zerstörung eines Teils des Gehirns starb Gage nicht, er wurde nicht einmal bewusstlos. Nach weniger als zwei Monaten galt er als geheilt. Er hatte keine Probleme mit dem Sprechen, rationalem Denken oder dem Gedächtnis. Dennoch hatte sich Gage tiefgreifend verändert. Sein Arzt, John Harlow, erklärt, er sei nun „launisch, respektlos, flucht manchmal auf abscheulichste Weise, was früher nicht zu seinen Gewohnheiten gehörte, erweist seinen Mitmenschen wenig Achtung, reagiert ungeduldig auf Einschränkungen und Ratschläge.“ Gage hatte seine intellektuellen Kapazitäten behalten, aber seine emotionalen Fähigkeiten verloren. Dies hatte unter anderem zur Folge, dass Gage nicht mehr nach moralischen Standards handelte.

Großhirnrinde aus der lateralen Sicht. Der ventromediale, präfrontale Teil (Gages Schädigung) ist schwarz eingefärbt

Neuere neurowissenschaftliche Studien haben eine genauere Lokalisierung von Gages Hirnschaden ermöglicht. Die Metallstange hatte den präfrontalen Cortex teilweise zerstört, d. h. den Teil der Großhirnrinde, der der Stirn am nächsten liegt. In diesem Fall war nur der ventromediale Teil des präfrontalen Cortex beschädigt – siehe Abbildung. Neuropsychologische Studien haben gezeigt, dass Gage kein Einzelfall war. Alle Patienten, die im ventromedialen präfrontalen Cortex eine Störung haben, zeigen jenen Verlust der emotionalen Fähigkeiten bei gleichbleibenden intellektuellen Fähigkeiten.
Siehe auch: Theorie der somatischen Marker

### Bedeutung der neurowissenschaftlichen Forschung
Es ist allerdings nicht ausschließlich der ventromediale präfrontale Cortex, der bei moralischen Entscheidungen relevant ist. Wie von verschiedenen Seiten betont worden ist, existiert kein „moralisches Zentrum“ im Gehirn. Moralische Entscheidungen entstehen vielmehr aus einem komplexen Wechselspiel von Emotionen und Gedanken. Und selbst für die moralischen Emotionen gilt, dass sie auf verschiedene Gehirnregionen angewiesen sind. Eine wichtige Region ist der Mandelkern (Amygdala), der nicht zur Großhirnrinde, sondern zum tieferen (subkortikalen) Bereich des Gehirns gehört. Schädigungen dieses Bereichs führen zu Einbußen emotionaler Fähigkeiten.

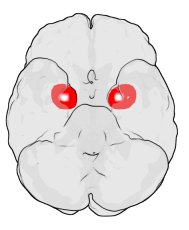
Position der Amygdala im menschlichen Gehirn

Neuroethisch können derartige Ergebnisse auf verschiedene Weisen reflektiert werden. Zum einen muss die Frage nach der moralischen und juristischen Schuldfähigkeit von solchen Menschen gestellt werden. Bedeutet die anatomisch bedingte Unfähigkeit zu moralischen Gedanken und Emotionen, dass man auch nach der Ausführung von Verbrechen die entsprechende Person als Patienten und nicht als Täter behandeln muss? Müsste man Menschen wie Phineas Gage nach einer Straftat in eine psychiatrische Klinik statt in ein Gefängnis schicken? Wenn man diese Fragen bejaht, so muss man allerdings festlegen, ab welchem Störungsausmaß eine entsprechende Einschränkung der Schuldfähigkeit vorgenommen werden sollte. Schließlich zeigen viele Gewaltverbrecher neurophysiologisch auffindbare Gehirnanomalien. Diese könnten womöglich als Folge wiederholter unmoralischer Gedanken und Emotionen entstanden sein.
Aus neurowissenschaftlichen Studien können sich jedoch auch Erkenntnisse über die allgemeinen Mechanismen moralischen Urteilens ergeben. So versucht Adina L. Roskies etwa mit neuropsychologischen Daten die These zu belegen, dass moralische Emotionen keine notwendige Bedingung für moralische Urteile sind. Dabei stützt sie sich auf Patienten mit einer Schädigung des ventromedialen präfrontalen Cortex – also der Schädigung, die auch Phineas Gage hatte. Entsprechenden Individuen fehlen zwar die moralischen Emotionen, und sie handeln im Alltag auch oft grausam, dennoch entsprechen ihre Urteile über moralische Fragen weitgehend denen gesunder Menschen. Roskies argumentiert, dass man die Urteile von derartigen Patienten letztlich nur als ursprünglich moralische Urteile verstehen könne, und bezeichnet ihre Position als einen moralphilosophischen Kognitivismus: Zwar mögen im Alltag moralische Emotionen das moralische Urteilen stark beeinflussen, allerdings seien sie keine notwendige Voraussetzung.